# Kaminuma Bluff
Das Kaminuma Bluff ist ein wuchtiges, vereistes und über 200 m hohes Felsenkliff am südöstlichen Ufer der antarktischen Ross-Insel. Es ragt auf halbem Weg zwischen Kap MacKay und Kap Crozier auf.
Das Advisory Committee on Antarctic Names benannte das Kliff im Jahr 2000 auf Vorschlag des neuseeländischen Geochemikers Philip Raymond Kyle nach Katsutada Kaminuma (* 1931) vom Nationalen Polarforschungsinstitut Japans, einem der Gründer des internationalen Programms für seismische Studien am Mount Erebus (englisch International Mount Erebus Seismic Study, kurz IMESS) zu Beginn der 1980er Jahre, an dem die Vereinigten Staaten, Japan und Neuseeland beteiligt gewesen waren.